# 中國國民黨中央委員會政策委員會
中國國民黨中央委員會政策委員會，簡稱國民黨中央政策會，為中國國民黨中央委員會負責政策研審及督導黨團運作之部門。現任執行長為傅崐萁。

## 沿革
中國國民黨中央政策委員會始於七全大會設立之「中央黨政關係會議」，負責研討黨的政策及處理黨政關係。1955年中央常務委員會通過「中央黨政關係改進辦法」，改組「中央常務委員會黨政關係會議」為「中央常務委員會政策委員會」，設正副秘書長，後再正式修正為「中央政策委員會」，位階高於中央委員會各單位。十三全會後中常會再度提升政策會決策層級，下設「國民大會黨政協調工作會」、「立法院黨政協調工作會」（1992年其下轄之立法委員黨部改組為立法院黨團）、「監察院黨政協調工作會」（第二屆監察委員就職後撤銷）、「政黨關係工作會」，平行於中央委員會各一級單位，十四全會政策會秘書長改為執行長，增設「政策研究工作會」。2000年總統大選失利後政策會縮編，下設「政策協調部」（立法院黨團）、「政策研究部」、「政黨工作部」、「大陸事務部」（原中央大陸研究工作會）、「綜合企劃部」。2002年組織調整為剩下「政策協調部」、「政策研究部」、「大陸事務部」。2018年「大陸事務部」改為中央直屬單位。2024年總統大選失利後組織再度精簡，政策會僅剩立法院黨團。

## 職掌
根據《中國國民黨中央委員會組織規程》，政策委員會掌理有關維護憲政體制，督導黨團運作，強化政策研究、加強法案研審，積極主動立法，主導政策；縝密規劃政策議題與諮詢服務等相關事宜。

## 現況
中央政策會督導中國國民黨立法院黨團，黨團總召兼任政策會執行長。